# David Munson
David Curtiss Munson (ur. 19 maja 1884 w Medinie, zm. 17 września 1953 w Antwerp) – amerykański lekkoatleta specjalizujący się w biegach średnio i długodystansowych, złoty medalista olimpijski.
W 1904 r. zdobył tytuł mistrza Stanów Zjednoczonych w biegu na 1500 jardów oraz tytuł wicemistrza Stanów Zjednoczonych w biegu na 5 mil. Był również, w latach 1904 i 1905, dwukrotnym mistrzem federacji IC4A (ang. Intercollegiate Association of Amateur Athletes of America) w biegu na milę. W 1904 r. uczestniczył w letnich igrzyskach olimpijskich w Saint Louis, gdzie zdobył złoty medal w biegu drużynowym na dystansie 4 mil. Startował również w finale olimpijskim na 1500 metrów, zajmując 4. miejsce oraz w finale biegu na 2590 metrów z przeszkodami (biegu nie ukończył i nie został sklasyfikowany).
Był absolwentem Uniwersytetu Cornella. Po ukończeniu w 1909 r. szkoły New York Law School pracował jako prawnik.
W 1988 r. został uhonorowany umieszczeniem w Galerii Gwiazd Uniwersytetu Cornella (ang. Cornell University Hall of Fame).
Rekordy życiowe:
- bieg na 1500 metrów – 4:08,8 – 1904
- bieg na milę – 4:25,2 – 1905